# Nord-Süd-Linie (Saudi-Arabien)
| North-South-Railway: nordwestlich von Riad |                      |                                                    |                                                    |
| Streckenlänge: | 995 km               |                                                    |                                                    |
| Spurweite: | 1435 mm (Normalspur) |                                                    |                                                    |
| |                      |                                                    |                                                    |
| \| \| \| Riad (SAR) \| \| \| \| \| King Khalid International Airport (Flughafen Riad) \| \| \| \| \| Madschmaʿa \| \| \| \| \| Buraida \| \| \| \| \| Ras Al Khair Hafen \| \| \| \| \| nach Dammam \| \| \| \| \| Zubariya (Bauxitabbau) \| \| \| \| \| \| \| \| \| \| \| \| \| \| \| \| \| \| \| \| Sakaka al-Dschauf \| \| \| \| \| Hazm al-Dschalamid (Phosphatabbau) \| \| \| \| \| Bosadschata \| \| \| \| \| \| \| \| \| \| al-Basita \| \| \| \| \| al-Qurayyat \| \| \| \| \| al-Hadītha \| \| \| \| \| Grenze Saudi-Arabien / Jordanien \| \| |                      |                                                    |                                                    |
| Kopfbahnhof Streckenanfang |                      | Riad (SAR)                                         | Riad (SAR)                                         |
| Bahnhof |                      | King Khalid International Airport (Flughafen Riad) | King Khalid International Airport (Flughafen Riad) |
| Bahnhof |                      | Madschmaʿa                                         | Madschmaʿa                                         |
| Bahnhof |                      | Buraida                                            | Buraida                                            |
| Strecke |                      | Ras Al Khair Hafen                                 | Ras Al Khair Hafen                                 |
| Abzweig geradeaus und nach links · Strecke |                      | nach Dammam                                        | nach Dammam                                        |
| Abzweig geradeaus und nach links · Strecke |                      | Zubariya (Bauxitabbau)                             | Zubariya (Bauxitabbau)                             |
| Strecke nach links · Abzweig geradeaus und von rechts |                      |                                                    |                                                    |
| ehemaliger Haltepunkt / Haltestelle |                      |                                                    |                                                    |
| Strecke von links · Abzweig geradeaus und nach rechts |                      |                                                    |                                                    |
| Dienststation / Betriebs- oder Güterbahnhof · Strecke |                      | Sakaka al-Dschauf                                  | Sakaka al-Dschauf                                  |
| Betriebs-/Güterbahnhof Streckenende · Strecke |                      | Hazm al-Dschalamid (Phosphatabbau)                 | Hazm al-Dschalamid (Phosphatabbau)                 |
| ehemaliger Dienststation / Betriebs- oder Güterbahnhof |                      | Bosadschata                                        | Bosadschata                                        |
| Abzweig geradeaus und nach links · Strecke von rechts (außer Betrieb) |                      |                                                    |                                                    |
| Strecke · Betriebs-/Güterbahnhof Streckenende (Strecke außer Betrieb) |                      | al-Basita                                          | al-Basita                                          |
| Bahnhof (Strecke außer Betrieb) |                      | al-Qurayyat                                        | al-Qurayyat                                        |
| Dienststation / Betriebs- oder Güterbahnhof (Strecke außer Betrieb) |                      | al-Hadītha                                         | al-Hadītha                                         |
| Grenze (Strecke außer Betrieb) |                      | Grenze Saudi-Arabien / Jordanien                   | Grenze Saudi-Arabien / Jordanien                   |

Die North-South-Railway (deutsch: Nord-Süd-Linie) ist ein 2.400 Kilometer langes Eisenbahnnetz in Saudi-Arabien, das den Norden des Landes mit dem Persischen Golf und der Hauptstadt Riad verbindet. Die überwiegend eingleisige Strecke ist unter anspruchsvollen klimatischen Bedingungen sowohl für den schweren Güterverkehr als auch für den Personenverkehr mit Hochgeschwindigkeitszügen mit bis zu 250 km/h konzipiert. Die Nord-Süd-Linie wird seit 2012 für den Güterverkehr und seit 2017 für den Personenverkehr genutzt.

## Geografische Lage
Die Nord-Süd-Linie verfügt, sobald der vollständige Ausbauzustand erreicht ist, über drei Streckenäste im Norden und zwei im Süden. Im Norden führt je ein Abschnitt nach al-Hadītha nahe der Grenze zu Jordanien, einer nach al-Jalamid, wo Phosphatabbau stattfindet, und einer nach al-Basita. Südlich von Ha'il gabelt sich die Strecke: Es gibt einen Ast nach Ra's az-Zawar am Persischen Golf, wo sich Verarbeitungsanlagen für das Phosphat befinden. An dieser Teilstrecke liegt Zubariya, ein Bauxit-Abbau-Gebiet. Der andere südliche Streckenast führt über Buraida und den Flughafen Riad bis nach Riad selbst. Dieser Abschnitt soll besonders dem Personenverkehr dienen.

## Bau
Mit dem Bau der Strecke wurde 2005 begonnen, die Baukosten werden auf 5 Milliarden Euro geschätzt. Am Bau der Strecke sind verschiedene Unternehmen beteiligt, darunter Saudi Binladin, AlSuwaikat, Mitsui und die RŽD. Die Ausstattung der Strecke mit ETCS und GSM-R wurde durch Thales Deutschland vorgenommen, das Auftragsvolumen hierfür betrug 350 Millionen Euro. Als zweites deutsches Unternehmen ist DB International am Bau des Projekts beteiligt. Der Streckenast zum Persischen Golf ist fertiggestellt. Der Bau des Streckenastes nach Riad hat im März 2012 begonnen und ist bis auf ein Teilstück im Bereich von Riad, wo es durch querende Straßenbaumaßnahmen zu Verzögerungen kam, fertiggestellt (Dezember 2015).
Der Auftrag zur Ausrüstung der Strecke mit ETCS Level 2, Telekommunikations-, Sicherheits- und Fahrgelderhebungssystemen wurde am 7. April 2009 vergeben und war gleichzeitig der erste Auftrag für ETCS Level 2 in der arabischen Welt wie auch der Auftrag für die längste Level-2-Anwendung weltweit. Er umfasste ein Volumen von 340 Millionen Euro und wurde an Thales und Saudi Binladin vergeben.
In Riad gibt es zunächst keinen Anschluss an das Netz der Saudi Railways Organisation (SRO), die Nord-Süd-Strecke hat dort einen eigenen Bahnhof (). Eine Umgehungsbahn ist in Riad geplant, die dann auch die Nord-Süd-Bahn mit den bestehenden Strecken nach Dammam und der projektierten Strecke der Saudi Landbridge nach Dschidda verbinden wird.

## Infrastruktur
Die Nord-Süd-Linie ist nicht elektrifiziert, weitestgehend eingleisig und verläuft auf weiten Teilen schnurgerade. Sechs Personenbahnhöfe und zehn Umschlagbahnhöfe sind vorgesehen. Die Strecke ist baulich für eine Höchstgeschwindigkeit von 250 km/h ausgelegt. An 20 bis zu acht Kilometer langen Ausweichstellen können Zugkreuzungen stattfinden. Auf einer Länge von 280 Kilometern durchquert die Bahnstrecke die Wüste Nefud. Um zu verhindern, dass Kamele auf den Gleiskörper gelangen, befinden sich Zäune entlang der Strecke.
107 Spannbetonbrücken wurden errichtet, die aus 20 Meter langen Sektionen zusammengesetzt wurden. Die maximal zulässige Achslast liegt mit bis zu 32,4 t über den in Europa üblichen Werten. Auf einem Kilometer liegen 1.800 Betonschwellen, die eine Masse von 60 kg pro Meter haben.
Die Zugbeeinflussung erfolgt durch ETCS Level 2 mit GSM-R. Entlang der Strecke befinden sich 16 elektronische Stellwerke sowie etwa 2.400 Eurobalisen, 1.200 Achszähler, 900 Weichenantriebe und 100 Telekommunikationsmasten für GSM-R. An 44 Kontrollstellen wird ein Zug während der Fahrt auf Flachstellen, heißgelaufene Bremsen, Überschreitung des Lichtraumprofils und Überschreitung der maximal zulässigen Achslast überprüft. Aufgrund der teils extremen Umweltbedingungen wird in abgelegenen Gebieten der Einbau von technischen Einreichungen am Gleis so weit wie möglich begrenzt.
Durch ETCS Level 2 kommt die Bahnstrecke vollständig ohne ortsfeste Signale aus. Signale und komplexere Signalisierungselektronik müssten ansonsten für die hohen Temperaturen und den Wüstensand ausgelegt werden; die Wartung entlang der langen, durch schwach besiedeltes Gebiet führenden Strecke würde sich ebenfalls schwieriger gestalten. ETCS ermöglicht ebenfalls die Vorausberechnung der Ankunftszeiten von Zügen an den Ausweichstellen und die Beeinflussung ihrer Geschwindigkeit mit dem Ziel, zwei entgegenkommende Züge gleichzeitig an einer Ausweichstelle ankommen zu lassen. So können die Zugkreuzungen stattfinden, ohne einen Zug anhalten zu müssen. Da das Abbremsen und erneute Anfahren der über 2.000 Tonnen schweren Güterzüge im Idealfall entfällt, soll Energie eingespart werden.

## Betrieb
Verantwortlich für die Strecke ist die Saudi Arabia Railways (SAR), die den Betrieb auf der Strecke in befristeten Verträgen an externe Unternehmen ausschreibt. 2012 schloss SAR darüber einen Vertrag mit dem indischen Eisenbahnunternehmen RITES ab.

### Güterverkehr
Für den Güterverkehr bezog die SAR 25 Diesellokomotiven bei Electro-Motive Diesel sowie Güterwagen aus der Volksrepublik China. Den Auftrag, 1.200 Kesselwagen zum Transport geschmolzenen Schwefels und Phosphorsäure zu liefern, erhielt Greenbrier. Sie werden nach US-Standards in Polen gefertigt.
Die Strecke ist zwischen dem Phosphatabbau in Hazm al-Dschalamid und dem Hafen von Ras Al Khair seit 2011 im Güterverkehr in Betrieb. Geplant ist der Transport von über 5 Millionen Tonnen Phosphat und 4 Millionen Tonnen Bauxit pro Jahr. Die Höchstgeschwindigkeit der Güterzüge beträgt 110 km/h (leer) und 80 km/h (beladen).

### Personenverkehr
Von den 2400 Kilometern der Nord-Süd-Linie sind 995 Kilometer für Personenverkehr ausgelegt. Für den schnellen Personenverkehr wurden 2012 bei CAF sechs Wendezüge zum Preis von 133 Mio. € bestellt, die eine Höchstgeschwindigkeit von 200 km/h haben. Die Lokomotiven des Typs Desert Hawk werden dabei von Vossloh geliefert und jeweils zwei mit einem Zug in Sandwich-Formation verkehren. 2014 wurden Fahrzeuge für drei weitere Garnituren nachbestellt. Es gibt unterschiedlich ausgestattete Züge für den Tag- und den Nachtverkehr. Im Regelfall soll ein Tageszug 444 Sitzplätze, ein Nachtzug 377 Schlaf- und Sitzplätze führen. Tagzüge sollen mit einer Höchstgeschwindigkeit von 200 km/h, Nachtzüge mit 160 km/h verkehren.
Die Reisezugwagen werden zwei Wagenklassen aufweisen. In jeder Klasse gibt es einen Familienbereich, in dem auch Frauen reisen dürfen. Die Züge führen Generator-, Speise- und Autotransportwagen. Die Tagzüge sollen aus jeweils neun, die Nachtzüge aus 13 Wagen gebildet werden. Alle Fahrzeuge sind so ausgelegt, dass sie mit 200 km/h und bei Außentemperaturen zwischen −5 °C und +55 °C verkehren können.
Am 27. Februar 2017 startete der Personenverkehr zwischen Riad und Buraida (Provinz al-Qasim).